# Xambioá
Xambioá là một đô thị thuộc bang Tocantins, Brasil. Đô thị này có diện tích 1633,769 km², dân số năm 2007 là 10856 người, mật độ 6,64 người/km².